# Volksrust
Volksrust este un oraș din Africa de Sud.